# Associazione Calcio Femminile Gorgonzola 1982
Questa voce raccoglie le informazioni riguardanti l'Associazione Calcio Femminile Gorgonzola nelle competizioni ufficiali della stagione 1982.

## Rosa
Rosa aggiornata alla fine della stagione.
| N. |                   | Ruolo | Calciatrice         |
| -- | ----------------- | ----- | ------------------- |
| 2  | Italia (bandiera) | D     | Paola Araldi        |
| 7  | Italia (bandiera) | A     | Novellina Babetto   |
| 1  | Italia (bandiera) | P     | Mariangela Bonanomi |
| 11 | Italia (bandiera) | A     | Caterina Fuoco      |
|    | Italia (bandiera) | C     | Nazzarena Grilli    |

| N. |                   | Ruolo | Calciatrice         |
| -- | ----------------- | ----- | ------------------- |
| 3  | Scozia (bandiera) | D     | June Hunter         |
| 11 | Italia (bandiera) | A     | Ivana Manzoni       |
| 10 | Scozia (bandiera) | A     | Edna Neillis        |
| 3  | Italia (bandiera) | D     | Marisa Perin        |
| 9  | Italia (bandiera) | A     | Elisabetta Vignotto |